# Pure -AQUAPLUS LEGEND OF ACOUSTICS-
『Pure -AQUAPLUS LEGEND OF ACOUSTICS-』（ピュア -アクアプラス・レジェンド・オブ・アコースティックス-）は、2007年11月28日にフィックスレコードから発売されたサウンドトラック。

## 概要
AQUAPLUSおよびLeafから発売されたパソコンゲーム・テレビゲームおよびそれらを原作とするアニメ作品で使用された主題歌・BGMをアレンジしたサウンドトラックである。高音質なゲーム・アニメ音楽CDを作ることを理念として企画された。プロデューサーは下川直哉、レコーディング・ミキシングエンジニアは橋本まさしで、編曲はElements Gardenの上松範康・藤田淳平・藤間仁が担当した。
ボーカル曲も4曲収録されている。ボーカルはフィックスレコードのSuara。CD盤とSACDハイブリッド盤の二種類が同時にリリースされた。

## 収録曲
太字はボーカル曲。
1. 運命 -SADAME-
  - 作曲：豆田将、編曲：上松範康
  - 原曲はPCゲームソフト『うたわれるもの』挿入歌。
2. Heart To Heart
  - 作曲：中上和英、編曲：藤田淳平
  - 原曲はPS2ソフト『ToHeart2』オープニングテーマ。
3. それぞれの未来へ
  - 作曲：下川直哉、編曲：藤間仁
  - 原曲はPSソフト『ToHeart』エンディングテーマ。
4. 夢想歌
  - 作詞：須谷尚子、作曲：衣笠道雄、編曲：上松範康
  - 原曲はテレビアニメ『うたわれるもの』オープニングテーマ。2012年発売のSuaraベストアルバム「The Best〜タイアップコレクション〜」Special Discにも収録された。
5. 永久に
  - 作曲：松岡純也、編曲：上松範康
  - 原曲はPCゲームソフト『うたわれるもの』エンディングテーマ。
6. POWDER SNOW
  - 作詞：須谷尚子、作曲：下川直哉、編曲：藤田淳平
  - 原曲はPCゲームソフト『WHITE ALBUM』エンディングテーマ。原曲のボーカルはAKKOである。なお、Suaraは2010年6月24日発売のPS3ソフト『WHITE ALBUM -綴られる冬の想い出-』のエンディングテーマとして、本アルバム収録のものとは別バージョンの「POWDER SNOW」を歌っている。2010年7月21日発売の「WHITE ALBUM －綴られる冬の想い出－ ORIGINAL SOUNDTRACK」[4]と2012年発売のSuaraベストアルバム「The Best〜タイアップコレクション〜」Special Discにも収録された。
7. エターナルラブ
  - 作曲：石川真也、編曲：藤田淳平
  - 原曲はPS2ソフト『ToHeart2』BGM。
8. 末期の言葉～最期の誓い～静寂
  - 作曲：下川直哉、編曲：藤間仁
  - 原曲はPS3ソフト『ティアーズ・トゥ・ティアラ 花冠の大地』BGMの「末期の言葉」・「最期の誓い」・「静寂」。本曲ではこの3曲をメドレー形式でアレンジ収録している。2008年9月26日発売の「『ティアーズ・トゥ・ティアラ－花冠の大地－』オリジナルサウンドトラック」にも収録された[5]。
9. キミガタメ
  - 作詞：須谷尚子、作曲：下川直哉、編曲：藤間仁
  - 原曲はPS2ソフト『うたわれるもの 散りゆく者への子守唄』エンディングテーマ。2012年発売のSuaraベストアルバム「The Best〜タイアップコレクション〜」Special Discにも収録された。
10. 星座
  - 作詞：須谷尚子、作曲：松岡純也、編曲：藤田淳平
  - 原曲はPCゲームソフト『鎖 -クサリ-』エンディングテーマ。2012年発売のSuaraベストアルバム「The Best〜タイアップコレクション〜」Special Discにも収録された。